# 今井美樹
今井美樹（1963年4月14日—）為日本宮崎縣兒湯郡高鍋町出身的女歌手，其所屬經紀公司為IRc2 CORPORATION。
1983年，今井美樹最初是擔任《mc Sister》女性情報雜誌的模特兒。隔年，在TBS電視台「輝きたいの」節目首次出演。1986年，今井美樹首次出演電影《犬死にせしもの》，在劇中飾演「千佳」一角。同年5月，首次發行單曲《黄昏のモノローグ》，是電視劇「妻たちの初体験」主題曲。1999年6月，今井美樹與布袋寅泰結婚，並在三年後的2002年誕下一女。

## 外部連結
- 官方網站（页面存档备份，存于）